# Lángoló kút
A Lángoló kút (eredeti cím: Burn) 2019-ben bemutatott amerikai thriller, melynek forgatókönyvírója és rendezője Mike Gan. A főszerepet Tilda Cobham-Hervey, Suki Waterhouse, Harry Shum Jr., Shiloh Fernandez és Josh Hutcherson alakítja.
A filmet 2019. augusztus 23-án adta ki a Momentum Pictures. Magyarországon DVD-n jelent meg szinkronizálva 2021 március közepén.

## Szereplők
| Szerep              | Színész             | Magyar hang     |
| ------------------- | ------------------- | --------------- |
| Melinda             | Tilda Cobham-Hervey | Kardos Eszter   |
| Sheila              | Suki Waterhouse     | Czető Zsanett   |
| Billy               | Josh Hutcherson     | Gacsal Ádám     |
| Liu rendőrtiszt     | Harry Shum Jr.      | Szatory Dávid   |
| Perry               | Shiloh Fernandez    | Pál Tamás       |
| Daryl               | Keith Leonard       | Bolla Róbert    |
| Cory                | Angel Valle         | Szalay Csongor  |
| Bruce               | John Hickman        | Háda János      |
| Fred                | Wayne Pyle          | Tarján Péter    |
| Doris               | Winter-Lee Holland  | Farkas Zita     |
| Phillip             | Rob Figueroa        | Láng Balázs     |
| Howard              | Doug Motel          | Faragó András   |
| Dominic, motoros 1# | James Devoti        | Varga Rókus     |
| motoros 2#          |                     | Törköly Levente |
| Marcus              | Joe James           | Penke Bence     |
| rendőr diszpécser   | Malina Moye         | Hámori Eszter   |

További magyar hangok: Czető Ádám, Ruszkai Szonja, Fehér Péter

## A film készítése
2018 februárjában bejelentették, hogy Tilda Cobham-Hervey, Suki Waterhouse és Josh Hutcherson csatlakozott a film szereplőihez, Mike Gan pedig az általa írt forgatókönyvet rendezte. 2018 márciusában bejelentették, hogy Shiloh Fernandez és Harry Shum Jr. csatlakozott a szerepgárdához. 2018 májusában bejelentették, hogy a filmet „Plume” -ról „Burn” -re változtatták.

### Forgatás
A forgatás 2018 márciusában kezdődött.

## Megjelenés
A filmet 2019. augusztus 23-án adta ki a Momentum Pictures.